# Verfluchtes Jungfernloch

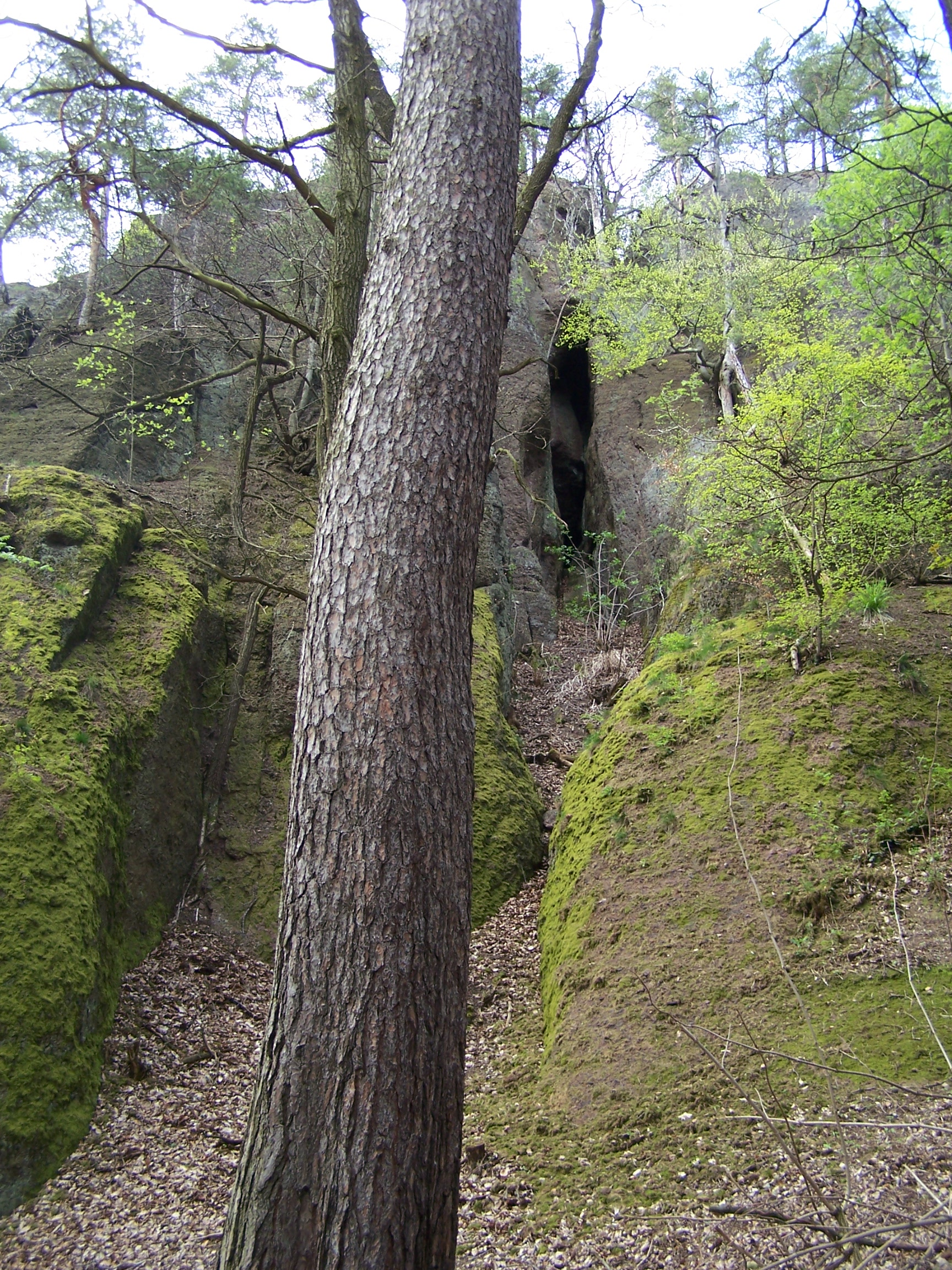
Einstieg zur Höhle am Osthang der Eisenacher Burg

Das Verfluchte Jungfernloch ist eine Felshöhle in Eisenach, Thüringen. Sie befindet sich etwa 500 Meter südlich der Wartburg in einer Felswand am Osthang der Eisenacher Burg, oberhalb des Kälbergrunds, einem kleinen Seitental des Marientals.

## Sage und Namensursprung
Der Name der Höhle geht auf eine lokale Volkssage zurück, die erstmals 1795 in der anonymen Eisenacher Sagensammlung Volkssagen veröffentlicht und später von Ludwig Bechstein weiter bearbeitet wurde. Die Sage erzählt von einer schönen, aber eitlen Jungfrau („Jungfer“) aus Eisenach, die nie in die Kirche ging, „weil sie zu viele und zu schöne Gewande hatte und mit ihrem Putz darob niemals fertig wurde“. Als Strafe für dieses Verhalten wurde sie von ihrer Mutter verflucht und in die Höhle verbannt. Der Legende nach erscheint die verfluchte Jungfrau nur alle sieben Jahre am Eingang der Höhle, wo sie sitzt und weint, und „darüber fließt ihr goldenes Haar, das kämmt sie mit goldnem Kamme, wie die Lurlei am Rheinstrom“.